# 8 Dywizja Kawalerii (Imperium Rosyjskie)
8 Dywizja Kawalerii (ros. 8-я кавалерийская дивизия) – związek taktyczny Armii Imperium Rosyjskiego.
W 1914 wchodziła w skład 8 Korpusu Armijnego.

## Struktura organizacyjna
Organizacja w 1914
- Dowództwo dywizji – Kiszyniów
- 1 Brygada Kawalerii – Tyraspol
  - 8 Astrachański pułk dragonów
  - 8 pułk ułanów
- 2 Brygada Kawalerii – Odessa
  - 8 Łubieński pułk huzarów
  - 8 pułk Kozaków Dońskich
- 8 dywizjon artylerii konnej